# André Salvat
Pour les articles homonymes, voir Salvat.
André Salvat, né le 16 mai 1920 à Prades et mort le 9 février 2017 à Perpignan, est un officier français ayant combattu dans les rangs de la France libre pendant la Seconde Guerre mondiale, compagnon de la Libération.

## Biographie
André Salvat est né à Prades dans les Pyrénées-Orientales le 16 mai 1920. Son père, ancien combattant de la Première Guerre mondiale, en est un grand mutilé ; sa mère est épicière. Il s'engage dans l'Armée française en 1938, après avoir suivi les cours de l'école militaire préparatoire d'Autun.
Au début de la Seconde Guerre mondiale, André Salvat est depuis juillet 1939 à Tripoli au Liban, où il sert comme sergent. Il fait partie de la compagnie du capitaine Raphaël Folliot qui refuse l'armistice de juin 1940, et il choisit lui aussi de passer en Palestine, sous mandat britannique, où il rejoint les rangs de la France libre naissante,.
Il prend part à la Guerre du désert en Libye contre les Italiens. Il participe avec sa section à faire plusieurs centaines de prisonniers. Il est un des premiers compagnons de la Libération, ayant reçu la croix de l'ordre par décret du décret du 7 mars 1941. 
En 1942, André Salvat participe notamment à la bataille de Bir-Hakeim, puis à la bataille d'El Alamein en octobre 1942.
Il devient officier (lieutenant) en décembre 1943, et prend part à la campagne d’Italie au cours de laquelle il se distingue encore, conduisant l'assaut à la tête de ses hommes.
Il participe ensuite à la Libération de la France et à la bataille d'Alsace. Sa dernière action de la guerre est en avril 1945, dans le massif de l'Authion, dans les Préalpes.
Après la Seconde Guerre mondiale, il choisit de rester dans l'armée et prend part successivement à la guerre d'Indochine et à la guerre d'Algérie, puis devient colonel. Il prend sa retraite en avril 1973, et se fixe à Perpignan où il meurt le 10 février 2017, à 96 ans, l'un des quatorze derniers compagnons.
Lors de ses obsèques, le 14 février 2017 à Perpignan, le pays catalan et l'ensemble de la nation rend hommage à celui qui était l'un des 14 derniers survivants des 1038 Compagnons de la Libération
Il est inhumé à Cabestany.

## Décorations
- Grand officier de la Légion d'honneur
- Compagnon de la Libération par décret du 7 mars 1941[2]
- Croix de guerre 1939–1945 (3 citations)
- Croix de guerre des Théâtres d'opérations extérieurs (2 citations)
- Croix de la Valeur militaire (1 citation)
- Médaille coloniale avec agrafes « Libye 42 », « Bir-Hakeim », « E-O »
- Médaille commémorative de Syrie-Cilicie
- Médaille commémorative de la campagne d'Italie (1943–1944)
- Médaille commémorative de la campagne d'Indochine
- Médaille commémorative des opérations de sécurité et de maintien de l'ordre
- Croix de la Vaillance vietnamienne
- Croix militaire de 1re classe (Zaïre)

Il reçoit la médaille de la Ville de Perpignan et la médaille d'or de l'ONAC